# PRESENT BY LESLIE KEE
『PRESENT BY LESLIE KEE』（プレゼント・バイ・レスリー・キー）は、2001年に発表された写真家レスリー・キーによる初の写真集。朝日出版社より出版された。単に「PRESENT」と紹介される場合もある。

## 解説
- 様々な人種の、人物による集合写真のみで構成されている。
- アートディレクションはタナカノリユキが担当。
- 「VOGUE TAIWAN」など雑誌に掲載された写真や、この写真集が初出となるものも含まれている。
- 2001年 レスリー・キー自身が最も尊敬するアーティスト・松任谷由実を初めて撮影した。その写真が掲載されている。
- 著名人としてはその他、内田有紀、RIKIYA、前川泰之、Seijo Imazakiらが参加している。